# Maneblusser

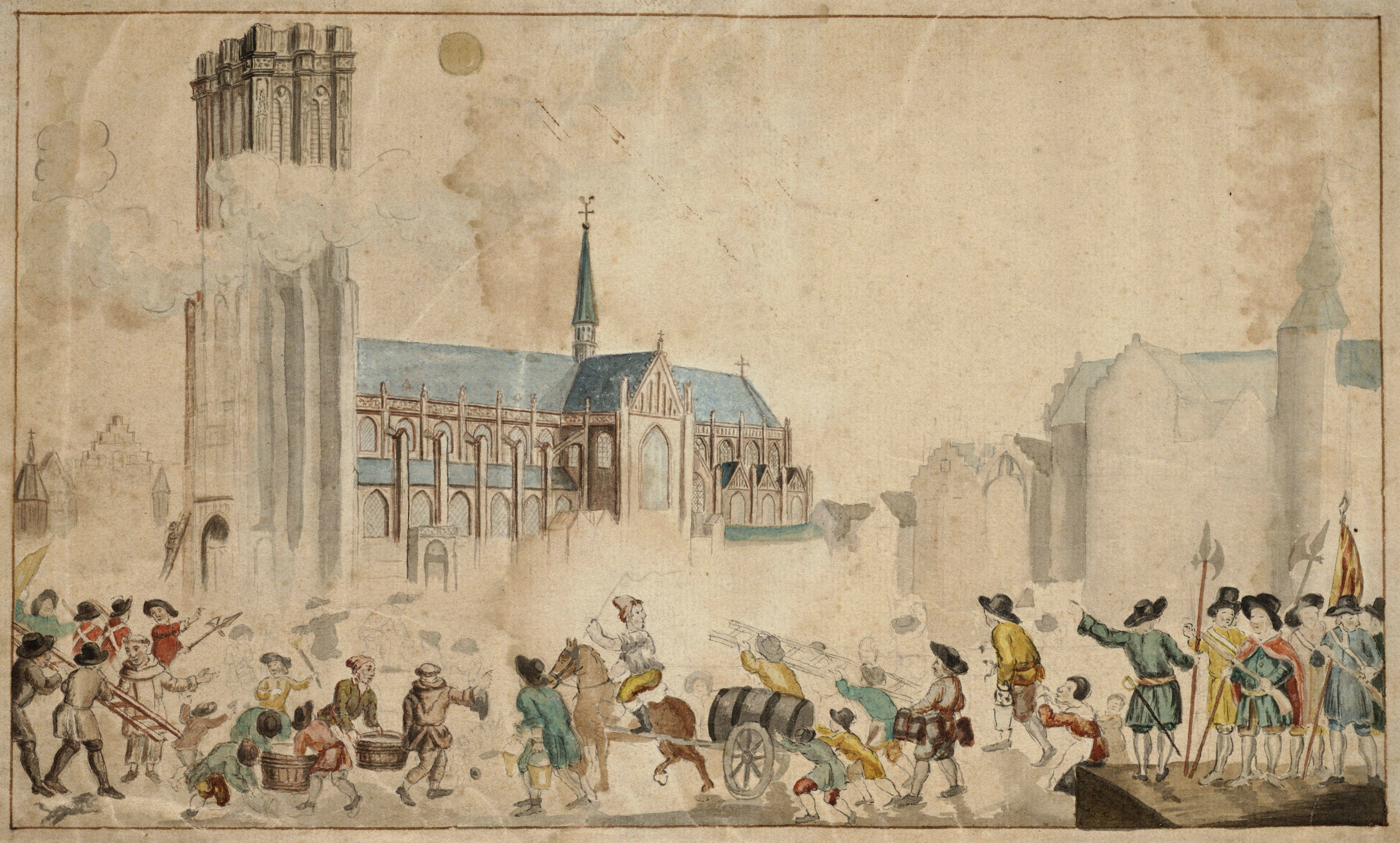
Onafgewerkte aquarel van de maneblusserij

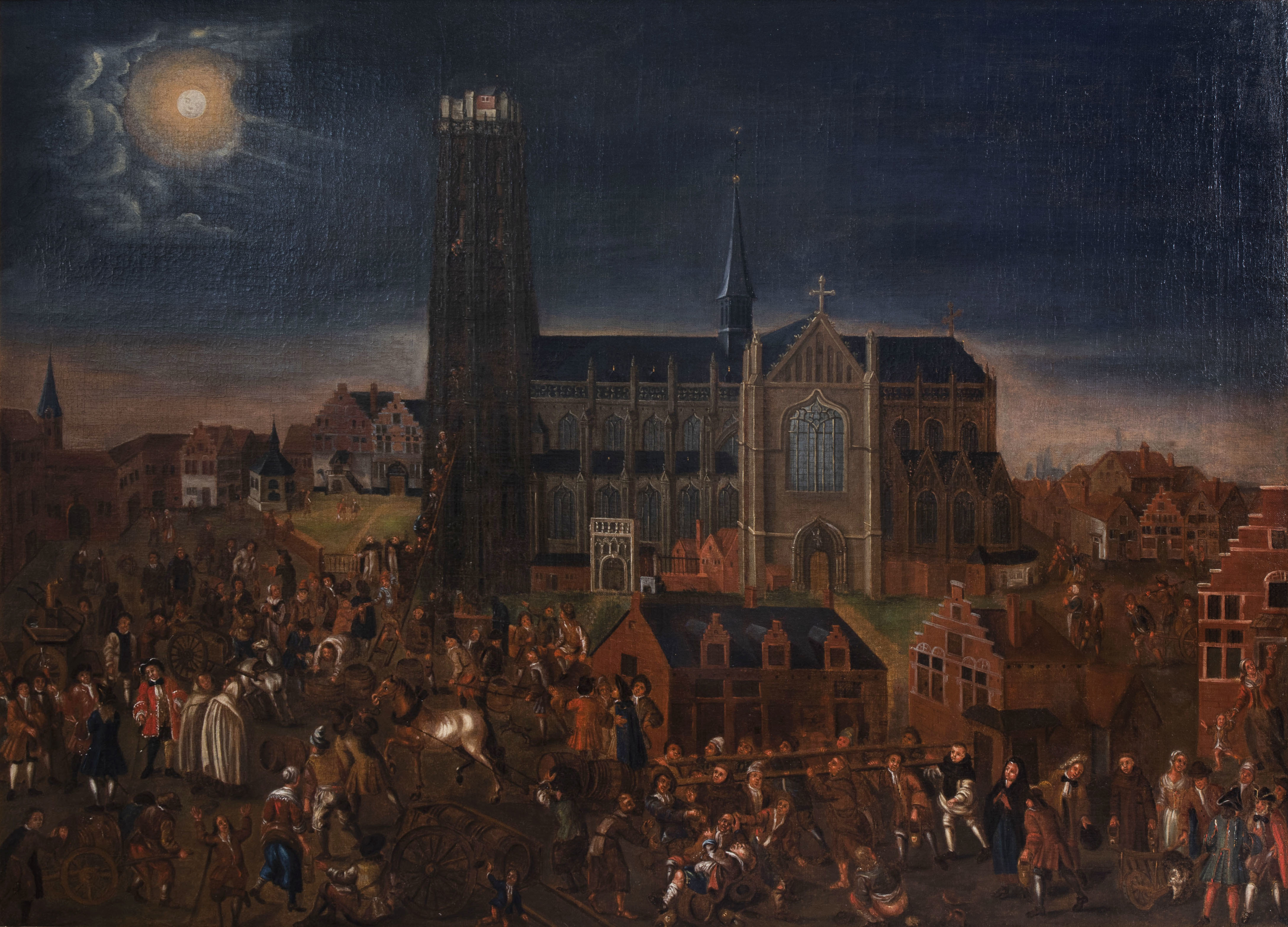
De maneblussers (anoniem schilderij, ca. 1700)

Maneblusser is een populaire bijnaam voor een inwoner van Mechelen. Ook in andere steden komt deze naam terug als spotnaam voor de inwoners, maar de associatie met Mechelen wordt het meest gemaakt.
Volgens geschiedschrijvers gebeurde het in de nacht van 27 op 28 januari 1687. Die nacht was het volle maan en hing er lage bewolking. Een man die uit een kroeg stapte dacht dat de toren in brand stond en sloeg onmiddellijk alarm. Uit hun slaap opgeschrikte buren trokken hun vensters open en konden alleen hetzelfde vaststellen. In een mum van tijd was de hele stad in rep en roer en werd de noodklok geluid. Het stadsbestuur, de burgemeester op kop, snelde naar de plaats van het onheil en begon in ijltempo de blussingswerken te organiseren. Langs de torentrap gingen emmers water als een ketting van hand tot hand, maar nog voor de top werd bereikt, schoof de maan door de nevel en moesten de moedige Mechelaars toegeven, dat ze slechts de rossige nevelgloed van de maan hadden gezien. Het maanlicht scheen immers door de ramen van de kathedraal en de lage bewolking stond ter hoogte van de klokkenramen in de St.-Romboutstoren, waardoor de indruk ontstond dat er rook uit de toren kwam.
Hoewel ze probeerden de zaak stil te houden, konden de Mechelaars niet verhinderen dat er zelfs over de landsgrenzen hartelijk om werd gelachen. Vooral de rivalen uit Brussel schimpten erop los. De Mechelaars probeerden terug te slaan door hen apendrillers te noemen, maar dit is niet blijven hangen (spotprent 1687):

Die van Brussel daer beneven

Comen ons veel schimpen geven

Dat sij op den Aep eens sien

Die den Wacht doet henen vlien

De spotnaam maneblussers zouden de Mechelaars voor altijd bewaren. De legende vermeldt zelfs dat de Mechelaars een proces inspanden wegens eerroof.
Historici vermoeden dat de maneblusserij niet werkelijk heeft plaatsgevonden, maar oorspronkelijk een satirisch verhaal was in de Mechelse strijd tussen jezuïeten en oratorianen. Trachten de maan te doven zou dan een metafoor zijn geweest voor de vergeefse poging van de jansenistische oratorianen om de Mariacultus te doen verdwijnen (de Maan was een symbool voor Maria). Het was de Mechelse jezuïet Livinus Meyerus die als eerste schreef over de maneblussers. Zijn schimpschrift zou nadien als een historische gebeurtenis zijn opgevat.

## De maneblussers vandaag
Hoewel de naam "maneblussers" ontstaan is als spotnaam, wordt hij vandaag door veel Mechelaars met trots gedragen. Bovendien zijn er binnen Mechelen ook veel verwijzingen terug te vinden naar deze meest bekende stadslegende.
Enkele bekende voorbeelden hiervan zijn:
- Het bier Maneblusser van brouwerij het Anker
- De typische chocolade Mechelse Maantjes
- Het illustratieboek De Maneblussers uit 2021
- Het jaarlijks stadsfestival Maanrock

## Andere maneblussers
Om vrijwel dezelfde reden worden ook de Middelburgers zo genoemd.
Ook in Tienen ging het zo. In december 1772 schreeuwden enkele dronken Sint-Eligiusvierders in de straten dat de Sint-Germanustoren in brand stond. Iets voor middernacht klopten zij bij de minderbroeders aan, die op hun beurt het gemeentelijke pompierkorps alarmeerden. Het volk kwam in rep en roer de straat op. Nergens was er brand te bespeuren. De dronkaards hadden de vuurrode maan achter de kerktoren voor vlammen aangezien.
In Zwammerdam vindt het dweilorkest ‘De Maenespuiters’ zijn oorsprong in eenzelfde verhaal. Rond 1900 scheen de maan zo fel dat het leek alsof de kerktoren in brand stond. De waterspuit en -pomp werden uit het brandspuithuisje gehaald dat naast de kerk stond. Al snel bleek dat blussen niet nodig was: het was gezichtsbedrog.

## Voetnoten
1. ↑  Henri Installé, "Symbolische satire van de 17e eeuw", in: Handelingen van de Koninklijke Kring voor Oudheidkunde, Letteren en Kunst van Mechelen, 1994, p. 229
2. ↑  Zijn Latijnse geschrift is door Prudens van Duyse gebruikt voor het gedicht De torenbrand van Mechelen. Gearchiveerd op 21 januari 2022.